# Daniel Lizars Sr.
Pour les articles homonymes, voir Lizars.
Daniel Lizars Sr., né le 6 novembre 1754 à Portsburgh (Édimbourg) et mort le 10 décembre 1812 à Édimbourg, est un graveur, cartographe et éditeur écossais. 

## Biographie
Né à Portsburgh, près de Grassmarket dans le sud-ouest d'Édimbourg, il est le deuxième fils de James Lizars, un cordonnier. Son frère John Lizars continue l'entreprise familiale en tant que cordonnier.
Apprenti durant neuf années comme imprimeur et graveur chez Andrew Bell, il fonde sa propre imprimerie sise à Backstairs on Parliament Close, près de la cathédrale Saint-Gilles.
Il épouse Margaret Home le 22 juillet 1785 et est le père de Daniel Lizars, John Lizars (en), William Home Lizars et Jane Home Lizars, qui épousera plus tard William Jardine.
Il vit ses dernières années au 7 Duke Street à New Town (Édimbourg). La rue a été rebaptisée Dublin Street en 1922 et également renumérotée. La maison est maintenant au 13 Dublin Street.
Il est mort le 8 décembre 1812. Il est enterré dans le cimetière Saint Cuthberts à l'extrémité ouest de Princes Street Gardens dans le centre d'Édimbourg. La tombe se trouve sur le terrain surélevé immédiatement au sud-ouest de l'église.
Ses locaux ont été incendiés lors du grand incendie d'Édimbourg en 1824.